# Almesbach (Waldnaab)
Der Almesbach ist ein etwa fünf Kilometer langer Bach im Oberpfälzer Wald, der am Rande des Dorfes Theisseil entspringt und nach insgesamt etwas westlichem Lauf in Weiden in der Oberpfalz von links in den Flutkanal neben der Waldnaab mündet.

## Verlauf
| Zuläufe und Bauwerke \| Almesbach \| Almesbach \| Almesbach \| \| -------------------- \| --------- \| --------- \| \| Legende \| \| \| \| \| \| \| \| Gemeinde Theisseil \| \| \| \| Stadt Weiden \| \| \| \| \| \| \| \| \| \| \| \| Blockhütte \| \| \| \| \| \| \| \| \| \| \| \| \| \| \| \| \| \| \| \| \| \| \| \| „Am Fischerberg“ \| \| \| \| \| \| \| \| \| \| \| \| \| \| \| \| \| \| \| \| (Ort) Almesbach \| \| \| \| \| \| \| \| \| \| \| \| \| \| \| \| Weiden \| \| \| \| \| \| \| \| \| \| \| \| \| \| \| \| Fraisbach \| \| \| \| \| \| \| \| Düker unter Waldnaab \| \| \| \| \| \| \| \| \| \| \| \| \| \| \| \| Flutkanal \| \| \| |  |  |
| Almesbach |  |  |
| Legende |  |  |
| |  |  |
| Gemeinde Theisseil |  |  |
| Stadt Weiden |  |  |
| |  |  |
| |  |  |
| Blockhütte |  |  |
| |  |  |
| |  |  |
| |  |  |
| |  |  |
| |  |  |
| „Am Fischerberg“ |  |  |
| |  |  |
| |  |  |
| |  |  |
| |  |  |
| (Ort) Almesbach |  |  |
| |  |  |
| |  |  |
| |  |  |
| Weiden |  |  |
| |  |  |
| |  |  |
| |  |  |
| Fraisbach |  |  |
| |  |  |
| Düker unter Waldnaab |  |  |
| |  |  |
| |  |  |
| |  |  |
| Flutkanal |  |  |

### Oberlauf
Der Almesbach entspringt an der Kläranlage am Südwestrand des Dorfes Theisseil auf etwa 526 m. Er fließt von dort anfangs südwestwärts und wechselt dabei schon nach wenigen hundert Metern aus dem Gemeindegebiet von Theisseil über ins Stadtgebiet von Weiden. Danach gräbt er sich in ein immer mehr westlich laufendes Waldtal, in dem er von der Staatsstraße 2166 begleitet wird. Das Tal weitet sich am Ende und öffnet sich nördlich des Weidener Dorfes Tröglersricht, wonach der Bach nahe der Siedlung Am Fischerberg einen großen Weiher durchläuft.

### Mittellauf
Am Auslauf wendet er sich nach Norden und fließt auf das Staatsgut der Staatliche Lehr- und Versuchsanstalt Almesbach zu, in der nun fast offenen Landschaft der Waldnaab-Talmulde. Am Anfang des Versuchsanstalt läuft von rechts den Talhang herab ein Bach zu, dann unterquert er das Staatsgut in einem Tunnel, an dessen Ende er einer nach Westen führenden Straße folgt.

### Unterlauf
Nahe an der Justizvollzugsanstalt vorbei durchläuft er einen nördlichen Zipfel des Stadtteils Weiden-Ost .Gleich danach zweigt ein kleiner Teil des Almesbach ab und verläuft parallel zum Edeldorfer Weg bis zur Waldnaab. Außerdem nimmt er danach noch vor der Neumühle den langen Auengraben Fraisbach des linken Waldnaabtales auf, der zuvor unter anderem vom Edeldorfer Wegraben verstärkt wird. Nahe der Neumühle teilt sich der Almesbachlauf auf in einen linken Ast Fraisbach, der gleich unterhalb der an der Waldnaab stehenden Neumühle in deren Mühlgraben mündet, während der rechte Ast Almesbach in einem Düker diesen in seiner breiten Aue dort stark mäandrierenden Fluss unterquert und dann nach Aufnahme noch eines kleineren rechten Auengrabens bald an der Brücke B 22 von links und auf etwa 392 m in den Waldnaab-Flutkanal mündet.

#### Oberer linker Ast
| Zuläufe und Bauwerke \| Abzweig(1) Almesbach \| Abzweig(1) Almesbach \| Abzweig(1) Almesbach \| \| ------------------------ \| -------------------- \| -------------------- \| \| Legende \| \| \| \| Abspaltung von Almesbach \| \| \| \| \| \| \| \| \| \| \| \| \| \| \| \| See (privat) \| \| \| \| \| \| \| \| \| \| \| \| \| \| \| \| \| \| \| \| Mündung in Waldnaab \| \| \| \| Waldnaab \| \| \| |  |  |
| Abzweig(1) Almesbach |  |  |
| Legende |  |  |
| Abspaltung von Almesbach |  |  |
| |  |  |
| |  |  |
| |  |  |
| See (privat) |  |  |
| |  |  |
| |  |  |
| |  |  |
| |  |  |
| Mündung in Waldnaab |  |  |
| Waldnaab |  |  |

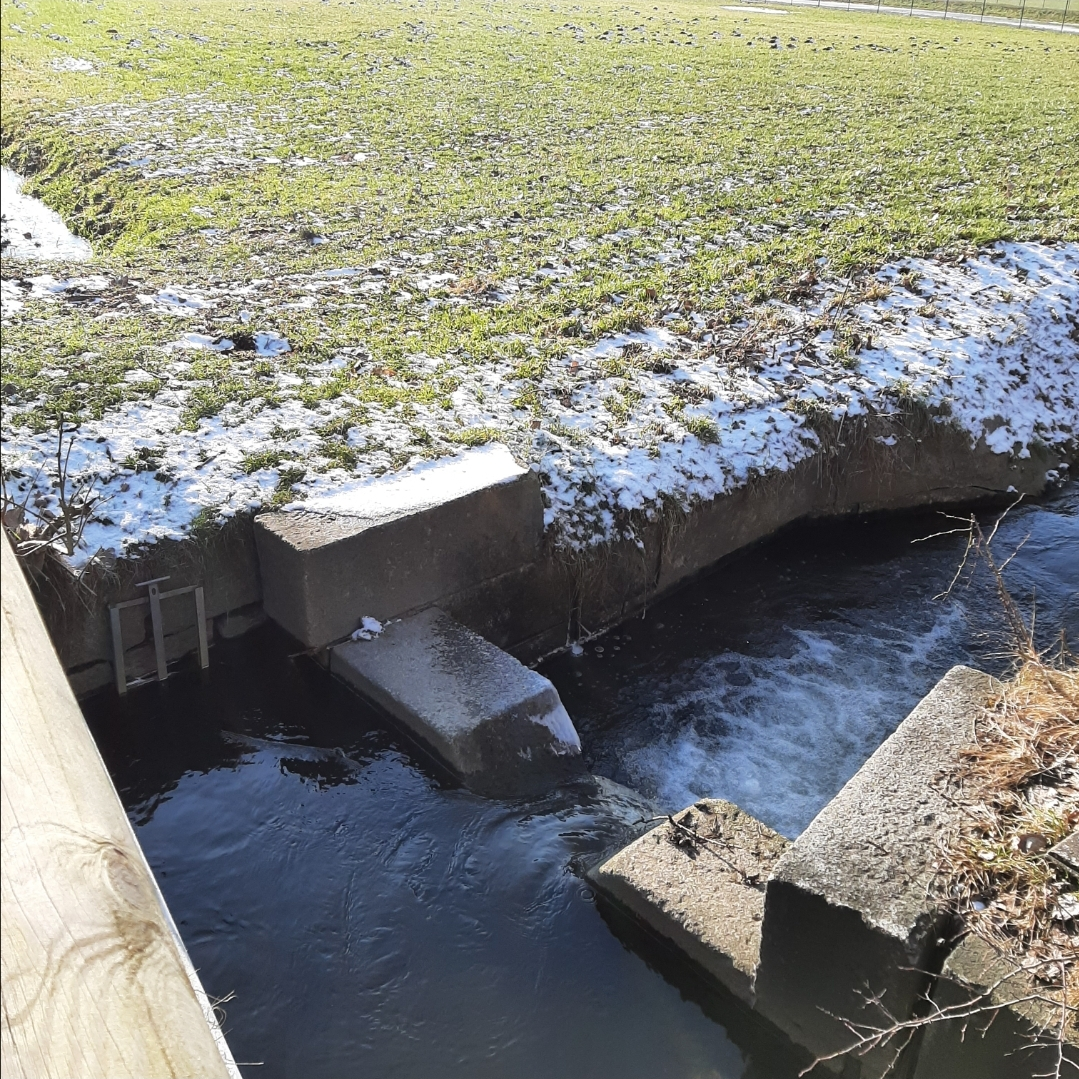
Abzweig des Astes (rechts) mit Stauanlage

Dieser etwa 700 Meter lange Graben dient als Zulauf und Auslauf eines 4019 m² großen privaten Sees.

#### Unterer linker Ast
| Zuläufe und Bauwerke \| Abzweig(2) Almesbach \| Abzweig(2) Almesbach \| Abzweig(2) Almesbach \| \| ------------------------ \| -------------------- \| -------------------- \| \| Legende \| \| \| \| Abspaltung von Almesbach \| \| \| \| \| \| \| \| \| \| \| \| \| \| \| \| Müdung in Mühlgraben \| \| Neumühle \| \| Waldnaab(Mühlgraben) \| \| \| |  |          |
| Abzweig(2) Almesbach |  |          |
| Legende |  |          |
| Abspaltung von Almesbach |  |          |
| |  |          |
| |  |          |
| |  |          |
| Müdung in Mühlgraben |  | Neumühle |
| Waldnaab(Mühlgraben) |  |          |

Der untere linke Ast ist Zeuge des ursprünglichen Verlaufs des Almesbachs vor 1966. Mit der Errichtung eines Dükers 1966 wurde es möglich, den Almesbach in den für den Hochwasserschutz angelegten Flutkanal(Waldnaab) zu leiten. Da dieser Düker bei Hochwasser jedoch nicht das gesamte Wasser der östlichen Waldnaab-Aue tragen kann, blieb dieser Abzweig bestehen, um Wasser nun gleich in die Waldnaab zu leiten. Oft liegt dieser Graben trocken, da er nur bei einem bestimmten Wasserstand des Almesbachs geflutet wird. Die letzten 70 Meter des 250 Meter langen Grabens sind jedoch durch den Rückstau der Waldnaab permanent gefüllt.

## Galerie

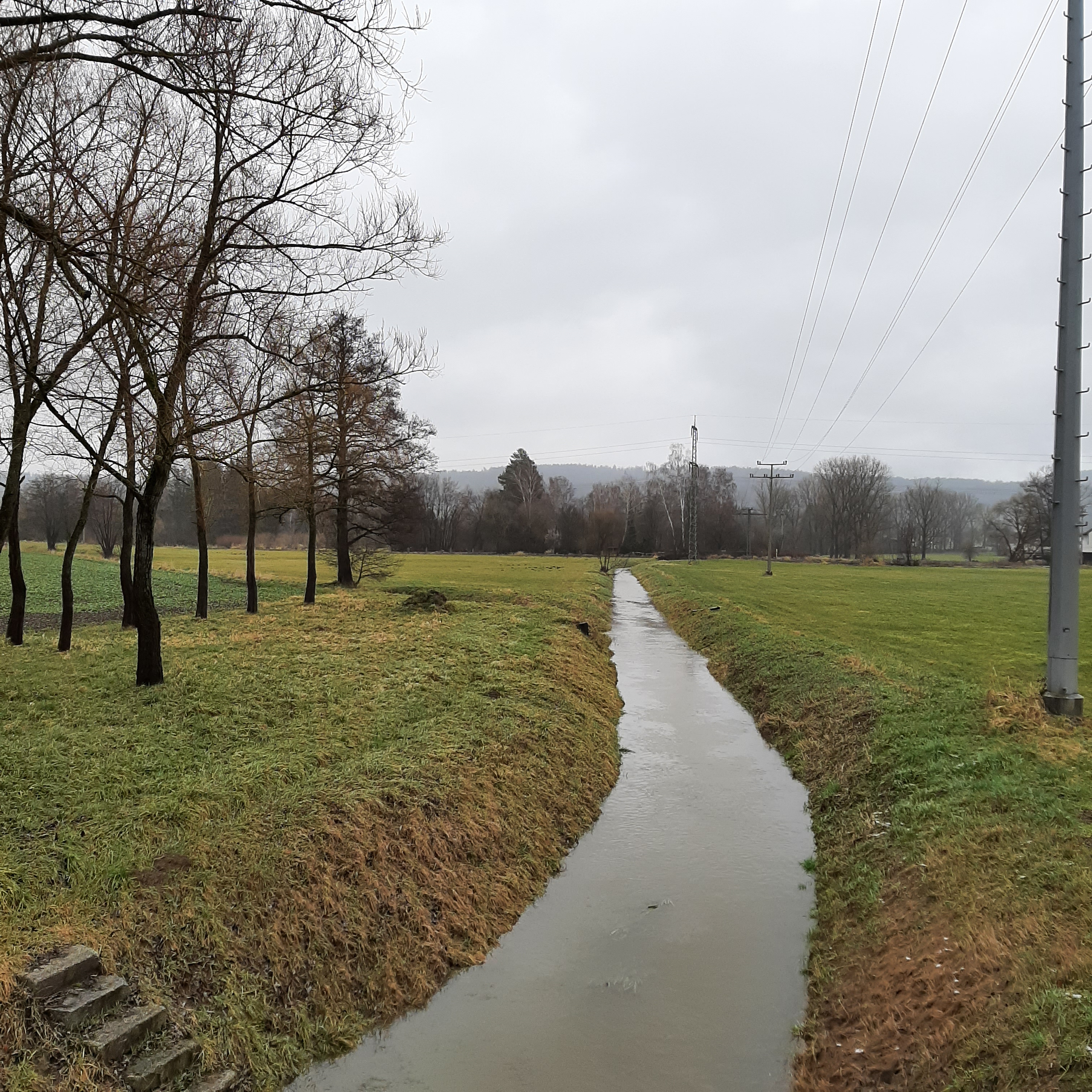
Der Almesbach auf seinem untersten Laufabschnitt zwischen Waldnaab und Flutkanal
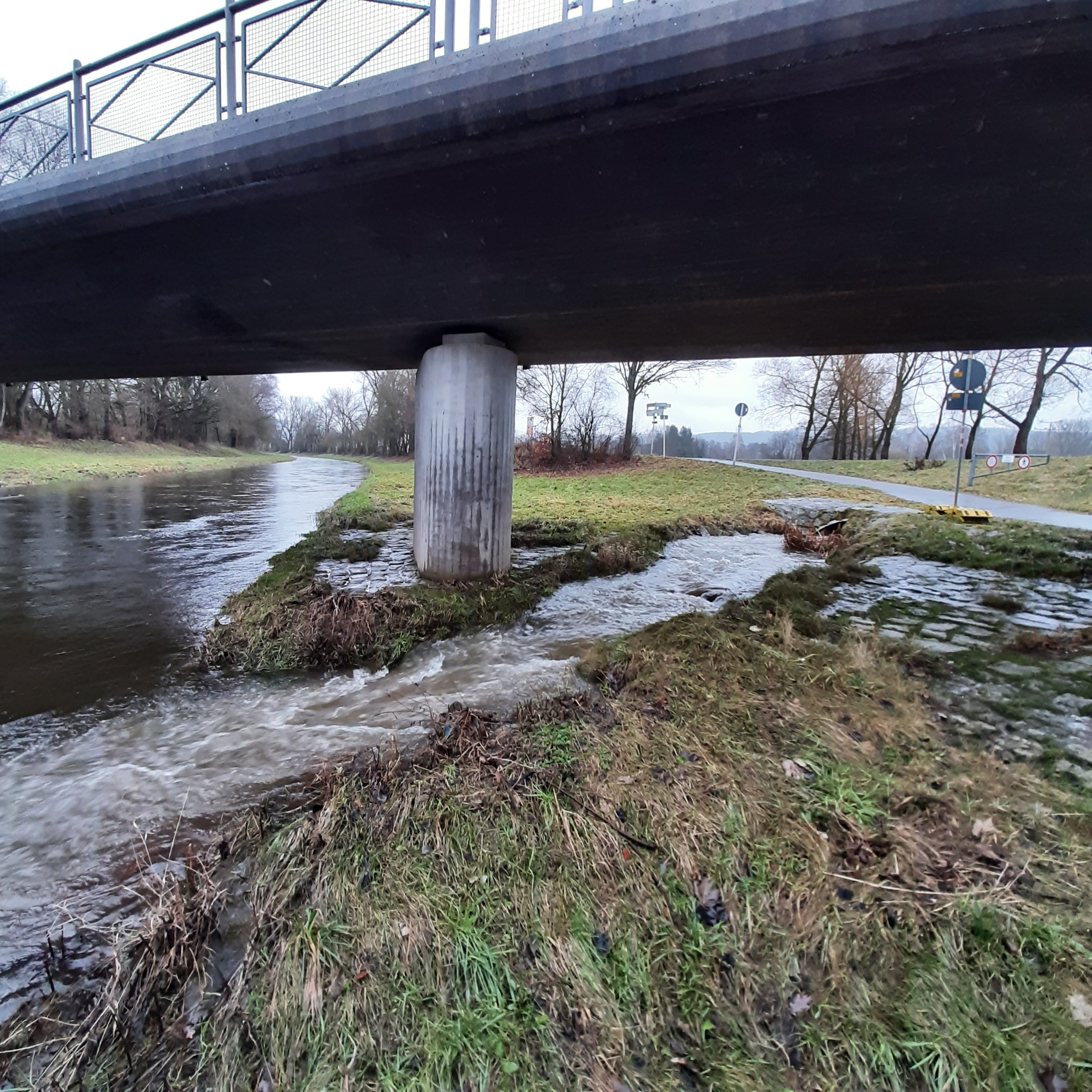
Der Almesbach (von rechts hinten) mündet in den Flutkanal neben der Waldnaab
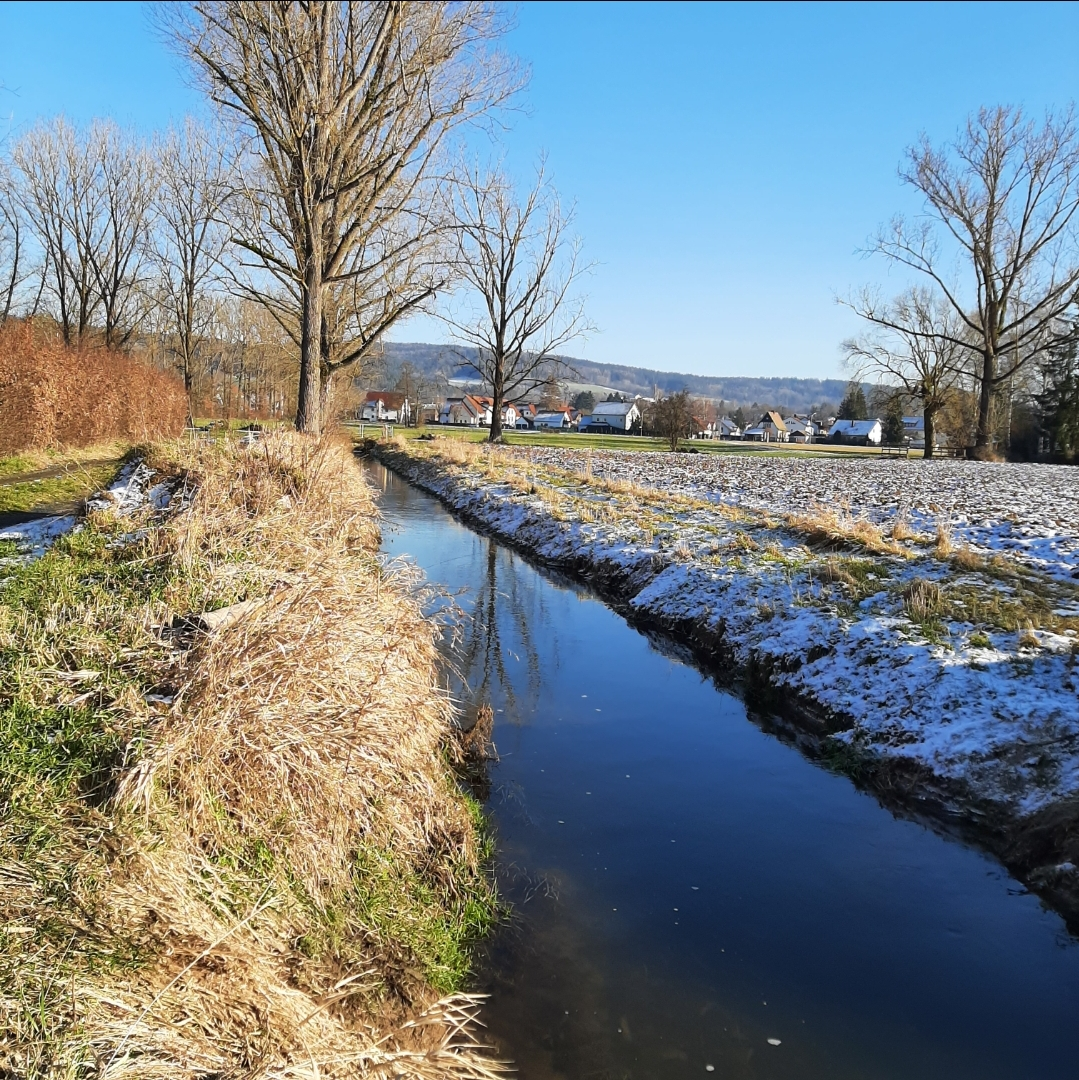
Almesbach kurz vor Düker .
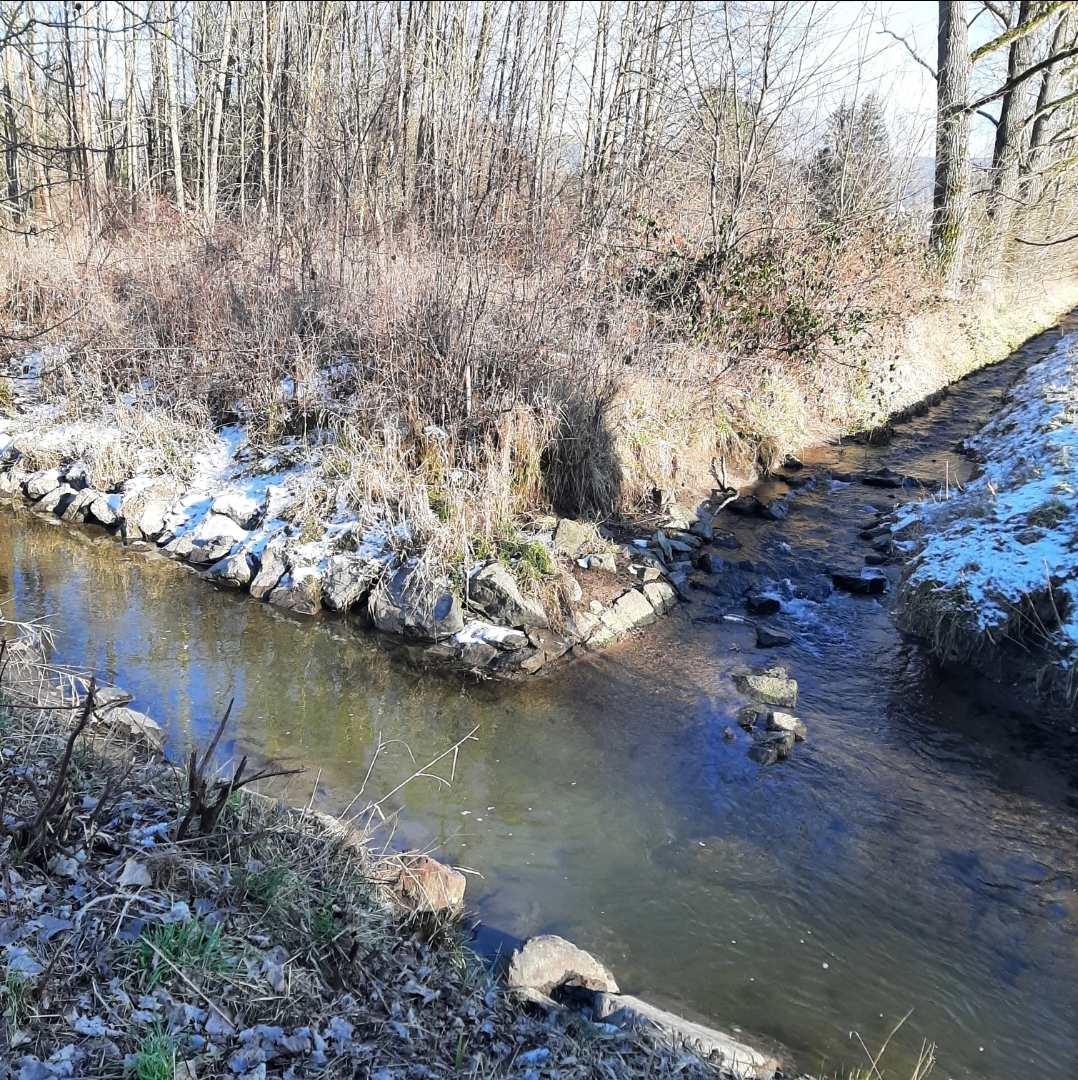
Almesbach beim Zusammenfluss mit dem Edeldorfer Graben.
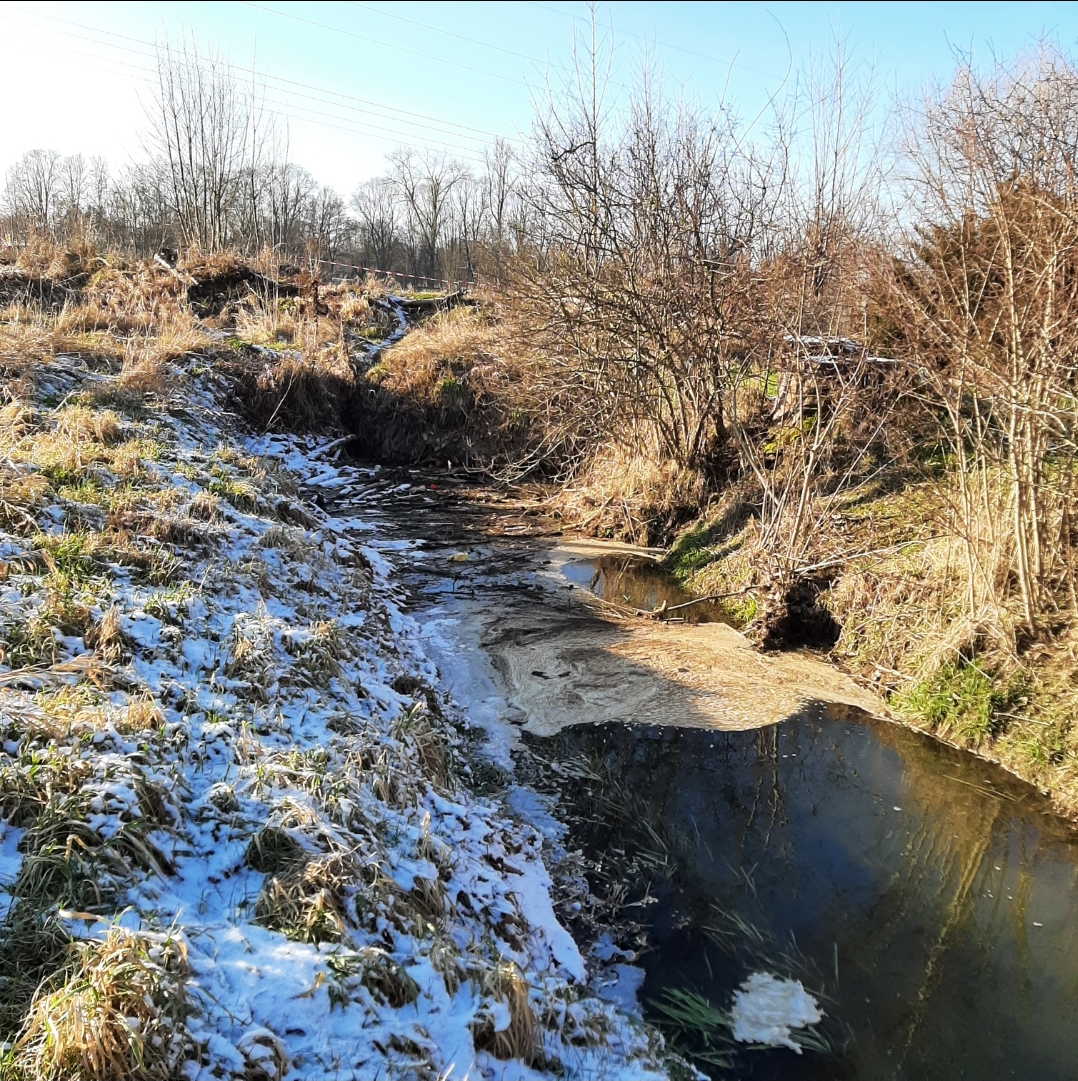
Verschmutzter Düker unter der Waldnaab hindurch.